# Salvatore Spinuzza

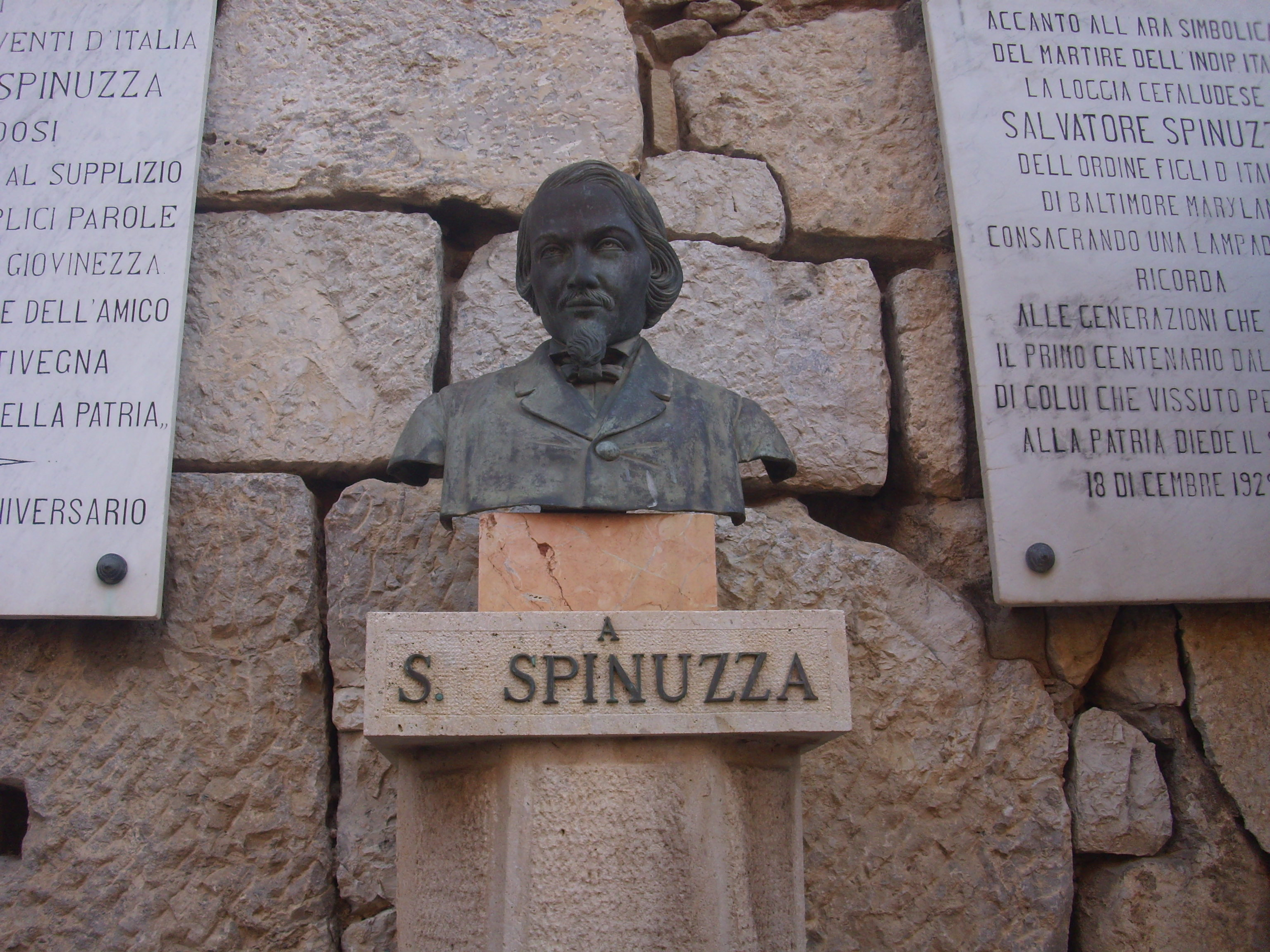
Monument à Salvatore Spinuzza
sur la piazza Garibaldi à Cefalù

Salvatore Spinuzza (né le 18 décembre 1829 à Cefalù, en Sicile, et mort le 14 mars 1857 dans la même ville) est un patriote italien du Risorgimento, protagoniste de la révolte contre les Bourbons en Sicile.

## Biographie
Salvatore Spinuzza a été l'un des protagonistes du Risorgimento à Cefalù avec Carlo et Nicola Botta, Andrea Maggio, Cesare Civello, Alessandro Guarnera et son frère Antonio Spinuzza. Son nom est souvent associé à celui de Francesco Bentivegna, de Corleone, l'autre personnalité principale de la révolte contre les Bourbons du 25 novembre 1856. L'insurrection a été réprimée et ses dirigeants, qui avaient réussi à fuir, ont été capturés - sauf Cesare Civello qui a réussi à fuir à Malte - sur le territoire de Pettineo et traduits en justice. Salvatore Spinuzza et Francesco Bentivegna ont été tous deux condamnés à mort par le tribunal militaire. L'exécution de Spinuzza eut lieu le 14 mars 1857. Nicola et Carlo Botta, Alessandro Guarneri et Andrea Maggio, également condamnés à mort, ont vu leur peine commuée à la prison à vie. Détenus à Favignana ils furent libérés en 1860 à la suite du débarquement de Garibaldi en Sicile.
Salvatore Spinuzza est mort alors qu'il venait juste d'avoir vingt-huit ans. À l'âge de dix-neuf ans, il avait participé à la révolte contre les Bourbons de 1848, ce qui lui valut une première arrestation. En 1853 il a été arrêté une deuxième fois, en même temps qu'une vingtaine d'autres conspirateurs. Il a été condamné à trois ans d'emprisonnement rigoureux dans la prison de Favignana. Quelques mois avant le soulèvement du 25 novembre 1856 il fut arrêté pour la troisième fois, mais libéré par les patriotes. À la suite du soulèvement il a été condamné à mort. Cette exécution a eu lieu sur la Piazza Garibaldi, où il y a encore un monument en son honneur. Il reste célèbre phrase qu'il a dit au moment suprême, « Que mon sang et celui de l'ami Francesco Bentivegna puisse être le salut de la Patrie. »

## Dédicaces de Cefalù
Cefalu, en hommage à son compatriote, a donné son nom à la rue où il est né, à l'époque rue Saint-Nicolas, ainsi qu'à une école communale.
Un monument constitué d'un buste en bronze représentant le héros, sur la Piazza Garibaldi, rappelle le souvenir du héros, ainsi que deux plaques. La première est située sur la Piazza Garibaldi à l'endroit exact où il a été exécuté, qui stipule : « À la mémoire jamais périssable de Salvatore Spinuzza, précurseur et martyr de la liberté italienne, fusillé sur cette place le 14 mars 1857, la Commune patriotique en témoignage de vénération. » La seconde plaque, offerte par des Cefalusiens de Baltimore adhérents de la « Loge Salvatore Spinuzza des Fils d'Italie », a été apposée sur sa maison natale, en 1929 à l'occasion du centenaire de sa naissance.

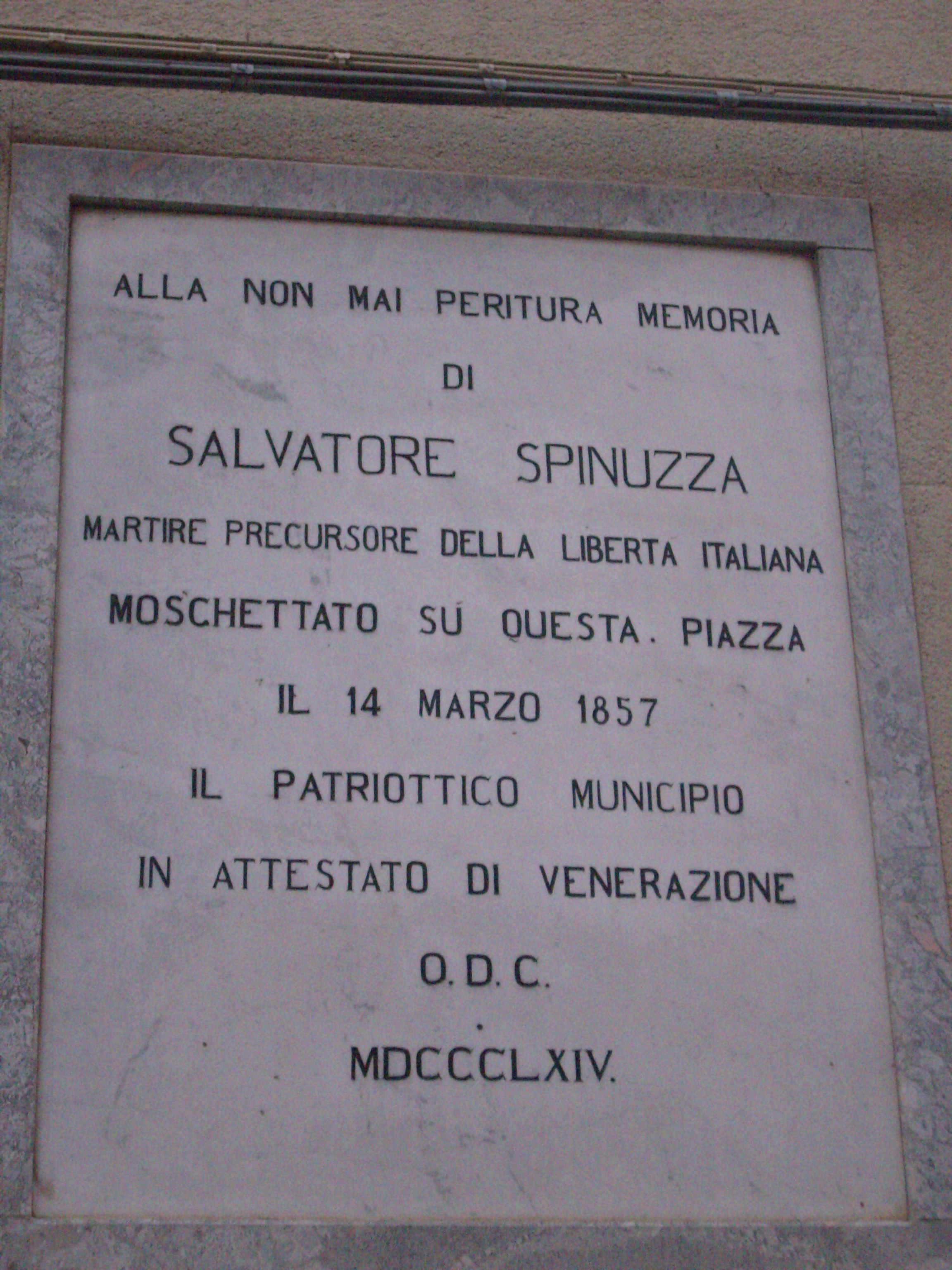
Hommage sur la piazza Garibaldi
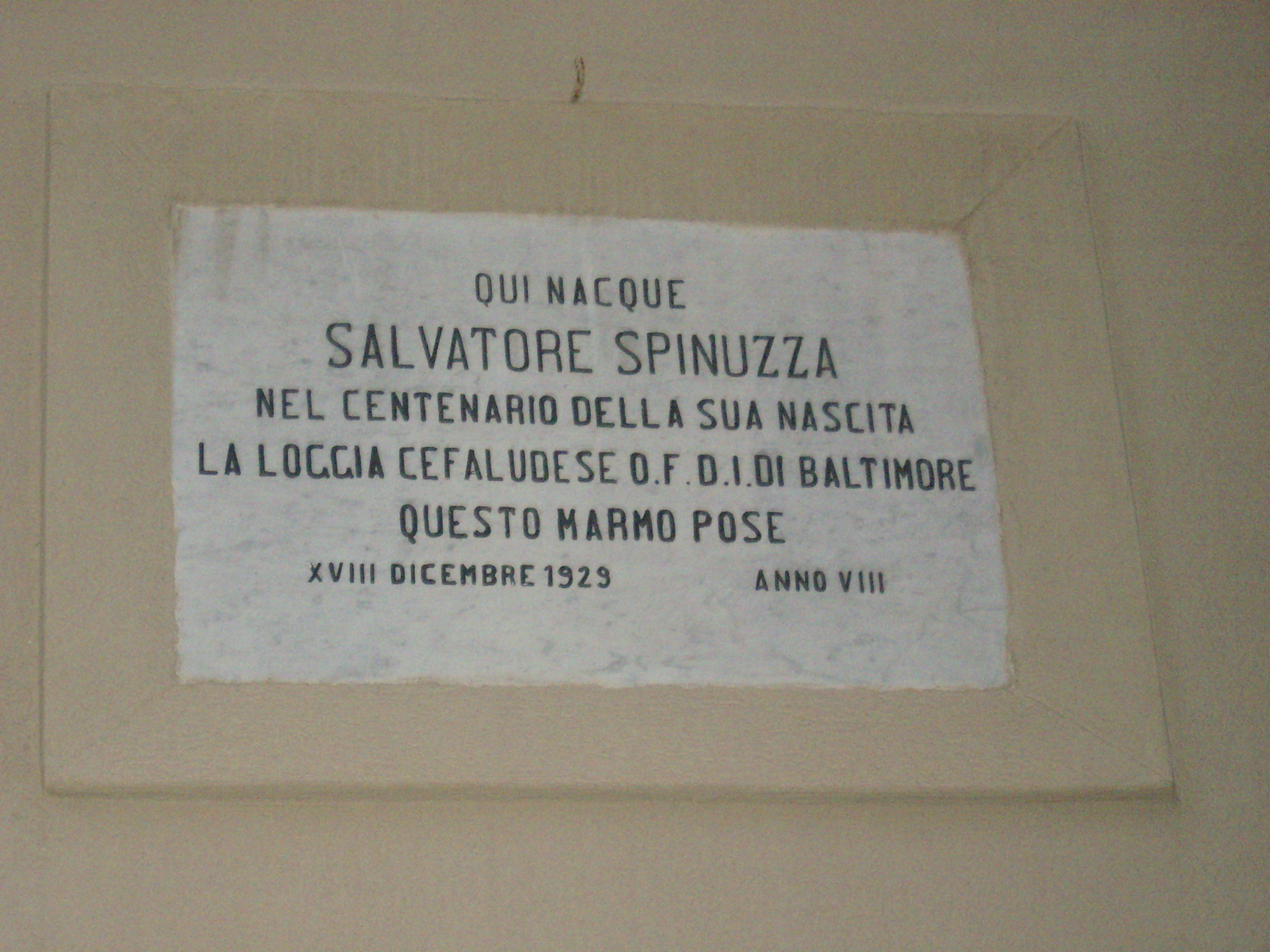
Hommage sur la via Spinuzza

## Sources
- (it) Cet article est partiellement ou en totalité issu de l’article de Wikipédia en italien intitulé « Salvatore Spinuzza » (voir la liste des auteurs).